# Kosti (Bulgaria)
Kosti es un pueblo en el municipio de Tsarevo, en la Provincia de Burgas, en el sudeste de Bulgaria.
En 2015 tenía 244 habitantes.
Se ubica 10 km al sur de la capital municipal Tsarevo, sobre la carretera 99, en las montañas de Istranca.